# Frank Pasche
Pour les articles homonymes, voir Pasche.
Frank Pasche, né le 19 mars 1993 à Châtel-Saint-Denis,  est un coureur cycliste suisse spécialiste de la piste.

## Biographie
Frank Pasche est membre de l'équipe nationale suisse de poursuite par équipes. Il a notamment été médaillé de bronze en poursuite par équipes lors de la Coupe du monde de Cali en 2012 et fait partie de l'équipe victorieuse du classement général de la  poursuite par équipes lors de la Coupe du monde 2012-2013.
En 2013 et 2014, il est double champion d'Europe de poursuite par équipes espoirs, avec Théry Schir, Tom Bohli et Stefan Küng. En 2015, il fait équipe avec Théry Schir pour décrocher le titre de champion d'Europe de course à l'américaine. Aux championnats d'Europe 2015, à domicile, il remporte la médaille d'argent en poursuite par équipes avec Pasche, Schir, Küng et Silvan Dillier.
En 2016, Frank Pasche est sélectionné pour participer aux Jeux olympiques de Rio de Janeiro, en tant que remplaçant pour la poursuite par équipes masculine, mais ne participe pas à l'épreuve. En 2018, il est à nouveau vice-champion d'Europe de poursuite par équipes, cette fois avec Cyrille Thièry, Théry Schir, Stefan Bissegger et Claudio Imhof.
En août 2019, il annonce son retrait de la compétition. En tant que mécanicien qualifié, il souhaite continuer à travailler dans le monde du vélo.

## Palmarès sur piste

### Championnats du monde
| Édition / Épreuve              | Poursuite par équipes | Poursuite individuelle | Scratch | Américaine |
| Cali 2014                      |                       |                        | 10e     |            |
| Saint-Quentin-en-Yvelines 2015 | 6e                    |                        |         | 12e        |
| Londres 2016                   | 9e                    | 15e                    |         |            |
| Hong Kong 2017                 | 6e                    |                        |         |            |
| Apeldoorn 2018                 | 6e                    |                        |         |            |
| Pruszków 2019                  | 6e                    |                        |         |            |

### Coupe du monde
- 2012-2013
  - 3e de la poursuite par équipes à Cali
- 2015-2016
  - 2e de la poursuite par équipes à Cali
- 2018-2019
  - 3e de la poursuite par équipes à Cambridge

### Championnats d'Europe
| Édition / Épreuve      | Poursuite par équipes                           | Course aux points | Scratch | Américaine            |
| Anadia 2013 (espoirs)  | Or (avec Théry Schir, Tom Bohli et Stefan Küng) | 6e                |         |                       |
| Anadia 2014 (espoirs)  | Or (avec Théry Schir, Tom Bohli et Stefan Küng) | 9e                | 5e      | 9e                    |
| Athènes 2015 (espoirs) | Argent                                          | 9e                |         | Or (avec Théry Schir) |
| Granges 2015           | Argent                                          |                   |         |                       |
| Berlin 2017            | 7e                                              |                   |         |                       |
| Glasgow 2018           | Argent                                          |                   |         |                       |

### Championnats de Suisse
| - 2011 - 3e de l'omnium juniors - 2012 - 3e de la poursuite par équipes - 2014 - Champion de Suisse de l'américaine (avec Loïc Perizzolo) - Champion de Suisse de poursuite par équipes - 2e de l'omnium - 2e du kilomètre - 2e du scratch - 2015 - Champion de Suisse du kilomètre - 2e de la course aux points - 3e de la poursuite - 3e de l'américaine | - 2016 - 3e de l'omnium - 2017 - 2e de la poursuite par équipes - 3e de la poursuite - 3e de l'américaine - 2018 - 2e du kilomètre |

## Palmarès sur route

### Par année
- 2010
  - 3e du championnat de Suisse de la montagne juniors
- 2012
  - Championnat romand du contre-la-montre
  - Championnat vaudois du contre-la-montre
- 2013
  - Prix des Vins Henri Valloton amateurs
  - Tour de Berne amateurs
  - GP Rund um Rain
  - Prix du Cyclophile Lausannois
  - Championnat romand et cantonal vaudois du contre-la-montre
  - 1re et 3e manches du Giron de la Côte
  - Tour du canton de Fribourg
  - 2e du Grand Prix de Lucerne
  - 2e du classement Swiss Cycling
- 2013
  - Tour de Berne amateurs
  - Prologue du Tour de Nouvelle-Calédonie (contre-la-montre par équipes)
- 2015
  - 2e du championnat de Suisse sur route espoirs
  - 3e du championnat de Suisse du contre-la-montre espoirs

### Classements mondiaux
| Année           | 2017   |
| --------------- | ------ |
| UCI Europe Tour | 1 903e |